# Parco nazionale di Alania
Il parco nazionale di Alania (in russo Национальный парк «Ала́ния», Nacional'nyj park «Alanija») è un'area protetta della Russia che si estende su un settore montuoso e ricoperto da ghiacciai del versante settentrionale del Caucaso centrale. Ricopre la parte meridionale del rajon di Iraf della Repubblica dell'Ossezia Settentrionale-Alania. È stato istituito con il duplice scopo di costituire un rifugio ecologico - la regione in cui si trova presenta livelli molto elevati di biodiversità ed è abitata da specie rare, come la capra del Caucaso occidentale - e proteggere un'area molto importante anche dal punto di vista culturale, nonché ricca di potenziale per il turismo ricreativo. Nel parco si trovano numerosi resti archeologici appartenenti a rilevanti civiltà del passato, come la cultura di Koban, che visse qui durante l'età del bronzo (1200-300 a.C.), e gli Alani (100 a.C.-1234 d.C.). È proprio da questi ultimi che derivano il nome «Alania» con cui è nota questa regione e, indirettamente, anche il termine «ariano». Dal momento che nel parco l'altitudine può variare anche di 4000 metri nel raggio di distanze molto brevi, le pendici delle montagne e le valli presentano una marcata suddivisione in «piani altitudinali». Queste diverse fasce climatiche variano dalle regioni alpine proprie dei ghiacciai e delle vette più alte del settore meridionale, più elevato, del parco, alle distese ricoperte da steppa delle zone più settentrionali.

## Morfologia

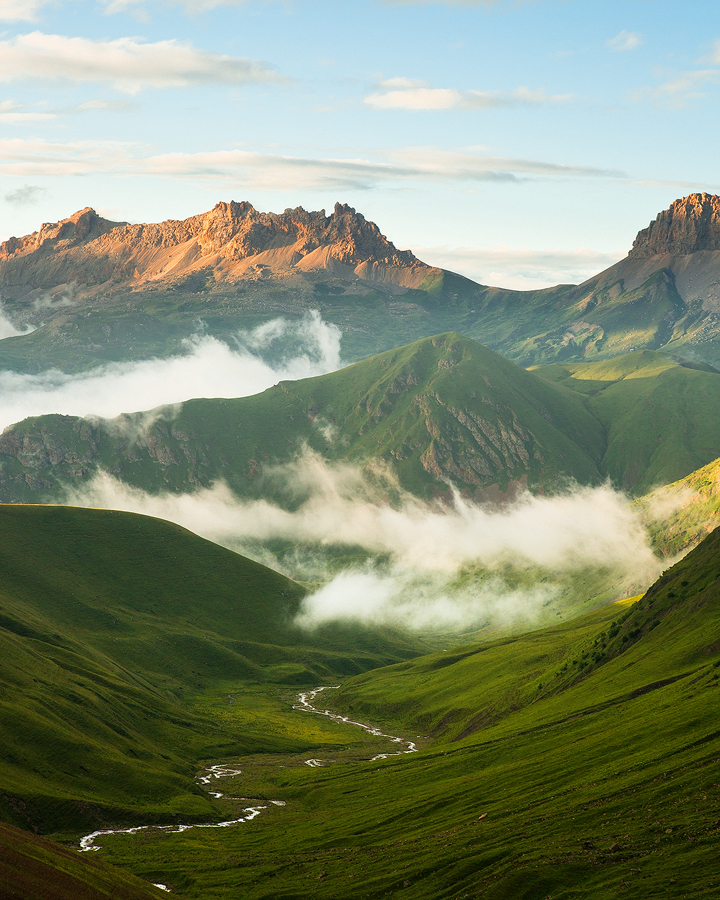
I tre piani altitudinali del parco: rocce nude e ghiaioni sulle cime, foresta a quote medie e distese erbose nelle vallate.

Il parco è situato proprio al centro del Caucaso, la catena montuosa che costituisce il confine fisico tra Asia ed Europa. Si trova grossomodo a due terzi della distanza che separa il mar Nero a ovest dal mar Caspio a est. Il confine meridionale del parco, sulla sommità della catena montuosa, corre lungo il confine con la Georgia. Confina su ambo i lati con altre aree protette: la riserva naturale Cabardino-Balcaria a ovest (un altro parco di alta montagna) e la riserva dell'Ossezia Settentrionale a est.
L'altitudine varia dai 4646 metri del monte Uilpata agli 800 metri della vallata del fiume Uruch sottostante. La maggior parte della superficie del parco è ricoperta da ghiacciai, roccia nuda e ghiaioni, situati per lo più nelle zone più elevate. Alle medie altitudini, circa il 20% del parco è ricoperte da foresta. Alle quote inferiori, e nelle vallate a nord, vi sono distese erbose e sporadici boschetti.
Nel parco si trovano oltre 70 fiumi e torrenti, alimentati per lo più dai ghiacciai. I pochi laghi hanno dimensioni ridotte e vengono anch'essi alimentati dai ghiacciai e dallo scioglimento delle nevi. I 45 laghi del parco ricoprono in tutto una superficie di appena 11 ettari, mentre le 5 paludi alpine qui presenti coprono una superficie totale di 103 ettari. La cresta principale e le creste laterali che la fiancheggiano sono costituite da graniti, gneiss e scisti, mentre le rocce sedimentarie più giovani si raccolgono nei fondovalle in strutture a forma di ventaglio. Nel parco si trovano inoltre sorgenti minerali nelle vallate più alte, cascate e radure nelle foreste. Tra i ghiacciai che hanno ricevuto un nome ricordiamo il Masota, il Tana, il Karuaugom, il Songuti, il Bart, il Fastagstete e il Tasmazov.
Il principale fiume del parco è l'Uruch, alimentato dal ghiacciaio Karaugom e dai numerosi ghiacciai più piccoli che si dipartono da quest'ultimo. Il Karaugom misura 13 chilometri di lunghezza ed ha una superficie di 26,6 km². Si estende in altezza dai 3440 metri della sommità ai 1830 della base. Durante uno studio recente, nel Caucaso centrale è stato registrato un innalzamento delle temperature di 0,05 °C all'anno e un arretramento medio del fronte dei ghiacciai di 8 metri all'anno. Inoltre, il Karaugom si spinge ad altitudini inferiori più di qualsiasi altro ghiacciaio del Caucaso.

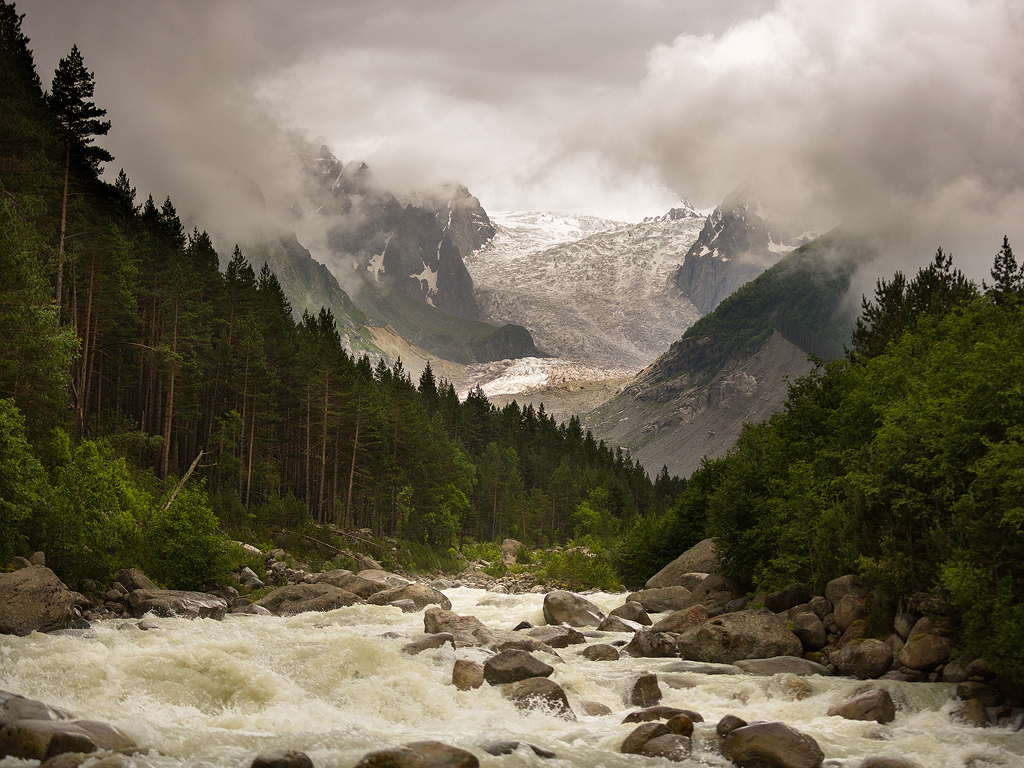
Il ghiacciaio Karaugom, in alto, visto dalla valle del fiume Uruch.

## Clima
Il clima della regione è di tipo continentale umido (Dfa nella classificazione dei climi di Köppen). La regione è caratterizzata da lunghi inverni nevosi ed estati brevi e fresche.
Le zone climatiche spaziano dai ghiacciai alpini e dalle vette delle zone più elevate, fino alle steppe delle vallate sottostanti e alle praterie del nord. L'Alania è situata nell'ecoregione del Caucaso, descritta dal WWF come «una delle regioni terrestri più biologicamente ricche e culturalmente diverse». La regione costituisce in effetti un crocevia dove convergono specie provenienti da Europa, Asia, Medio Oriente e Nordafrica.

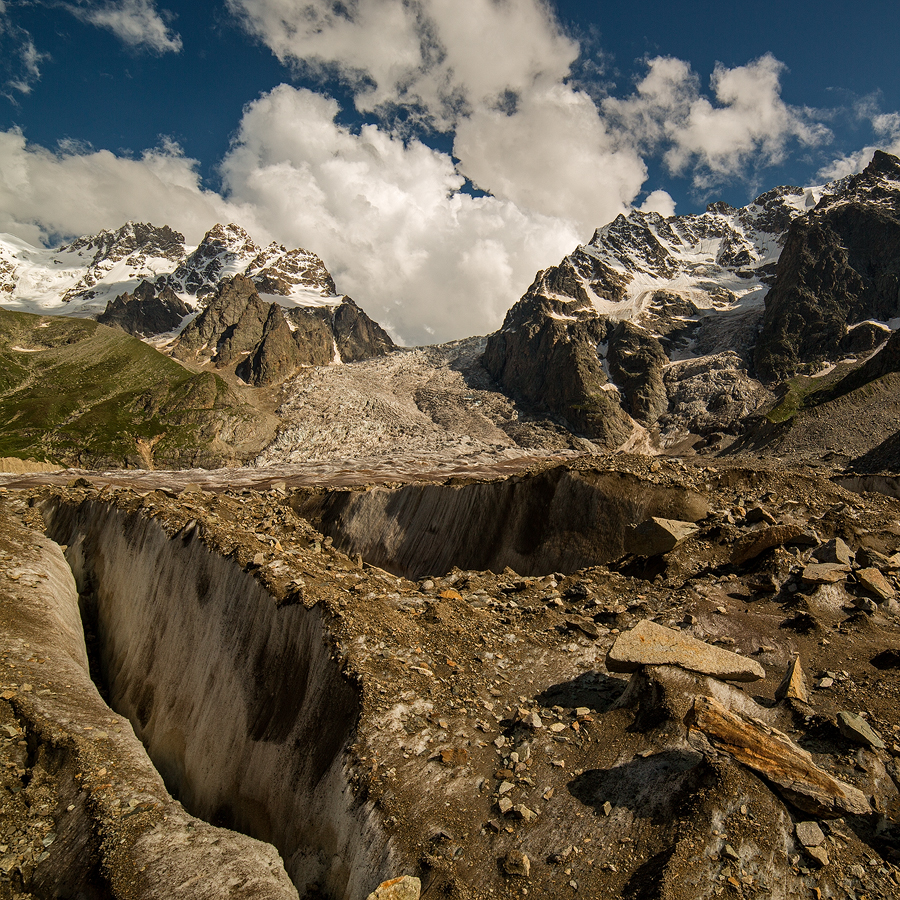
La base del ghiacciaio Karaugom
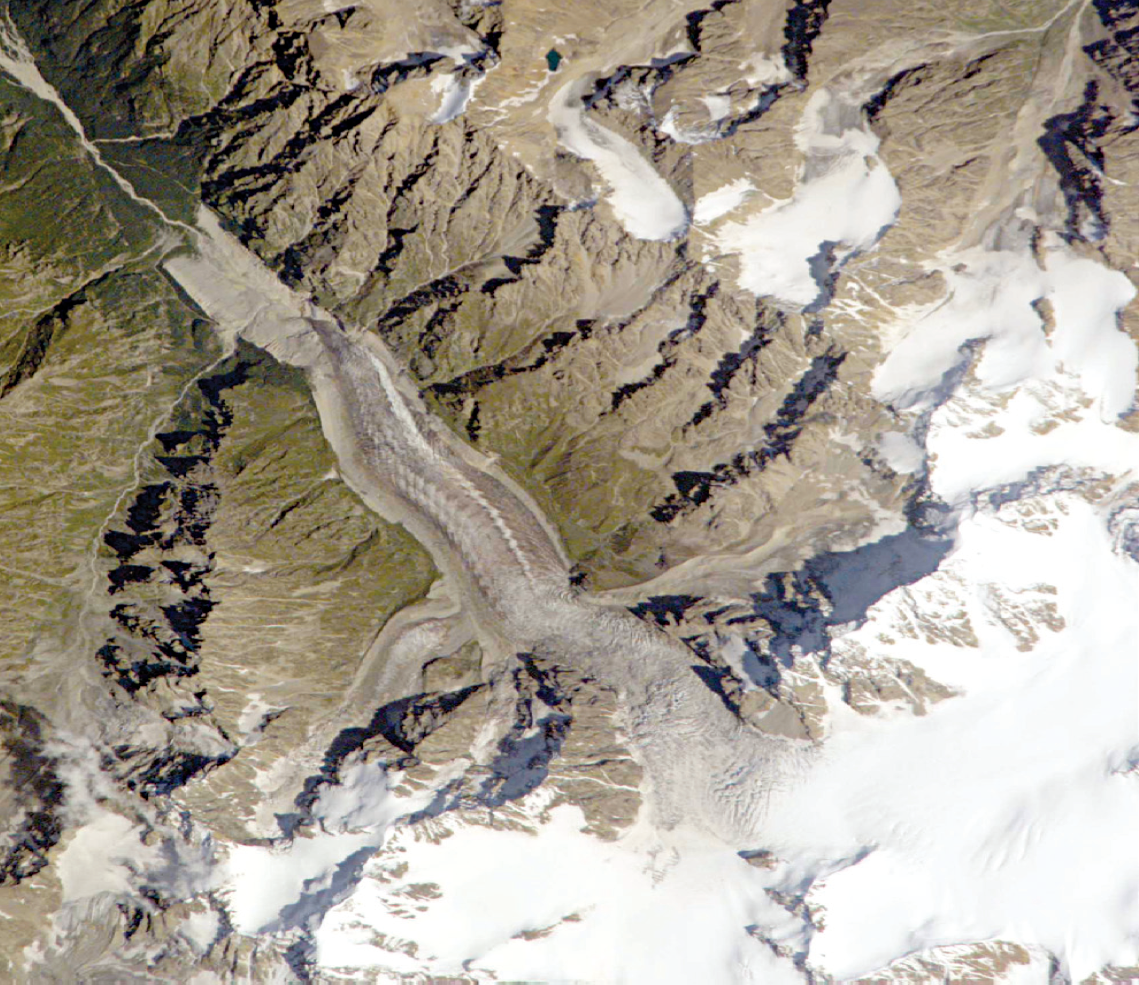
Il ghiacciaio Karaugom visto dalla Stazione Spaziale Internazionale (2002)

## Flora
La vegetazione delle zone più elevate, al di sopra dei 1800 metri, è di carattere alpino e subalpino. A medie altitudini, circa il 20% del parco è ricoperto da foreste, con pini, rododendri, betulle gialle, ginepri e rose selvatiche tra le specie più comuni. Alle quote più basse, e nelle vallate del nord, troviamo praterie e specie vegetali tipiche delle zone rivierasche di pianura. Nel parco sono state identificate più di 1000 specie di piante, di cui 200 endemiche della regione del Caucaso.
Sopra il livello della valle del fiume Haresskogouschelya, a 2400 metri, si trova la «palude di Chifandzar». Questa torbiera si estende su una superficie di circa 3 ettari, dominata da sfagni, carici e fiori tipici delle latitudini più elevate, come il ranuncolo dorato. Con una profondità di 3 metri, si pensa che Chifandzar abbia un'età di 5000 anni.

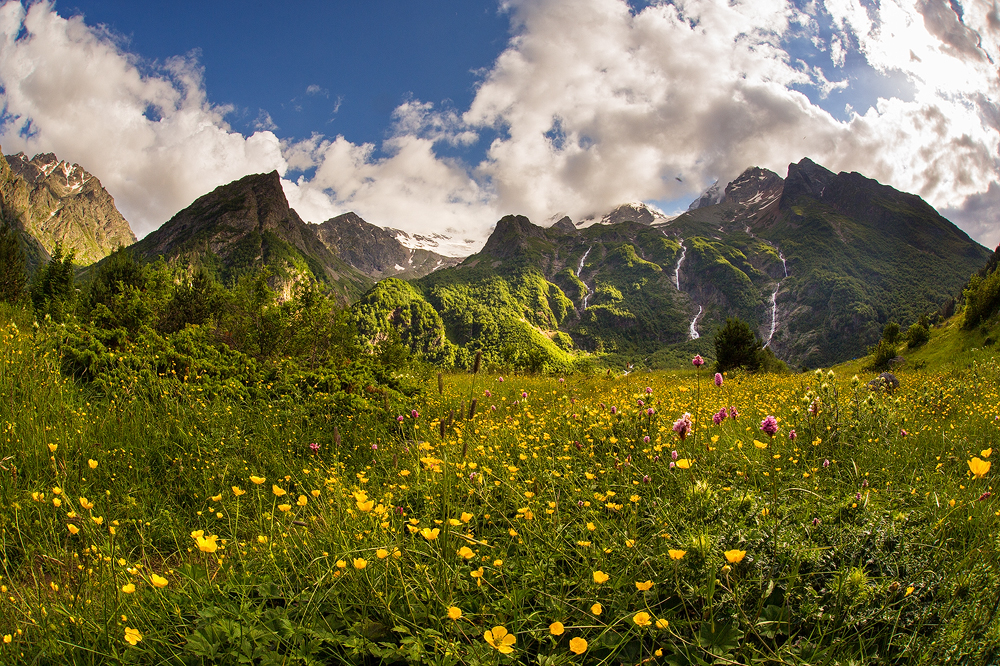
Prati alpini nel parco
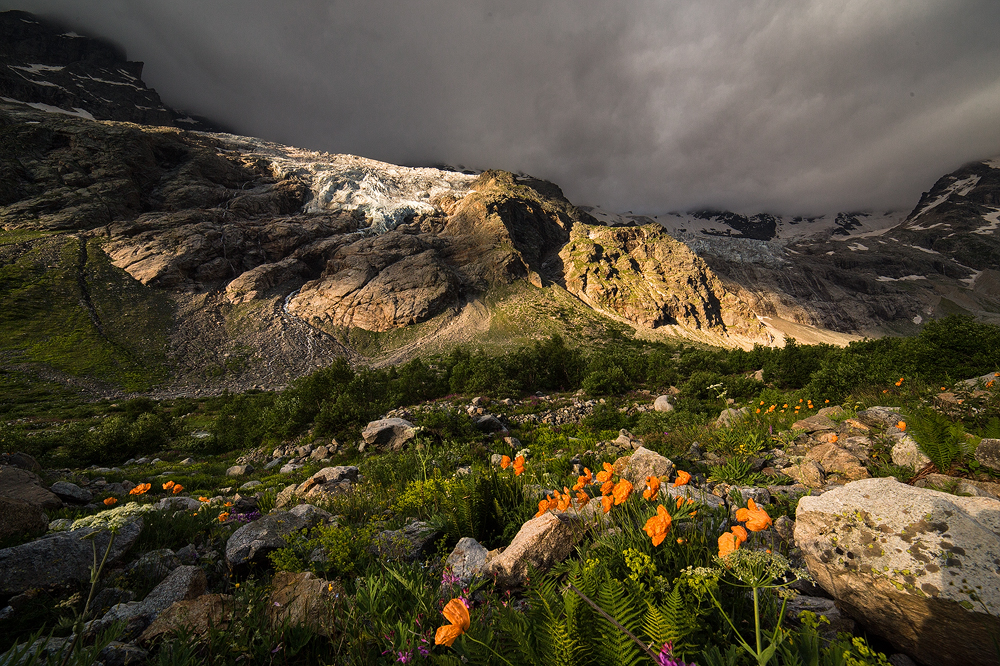
La gola di Tanadon
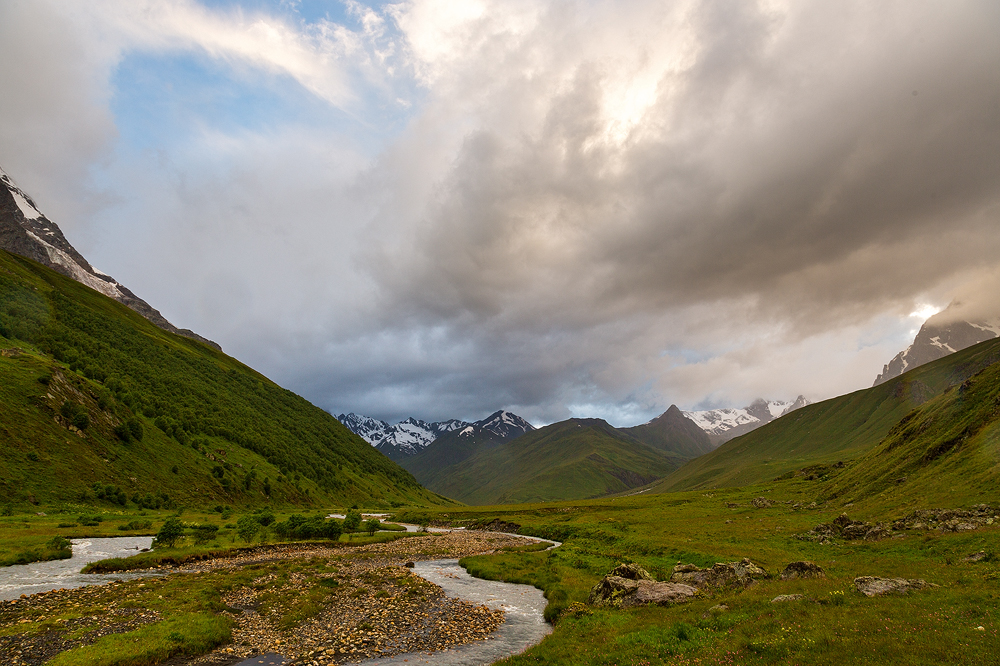
La palude di Chifandzar (una torbiera)

## Fauna
I mammiferi del parco sono quelli tipici delle zone boschive del versante settentrionale del Caucaso, con 34 specie tra cui lupi, sciacalli, camosci, linci e volpi, nonché una specie prossima alla minaccia, la capra del Caucaso occidentale.

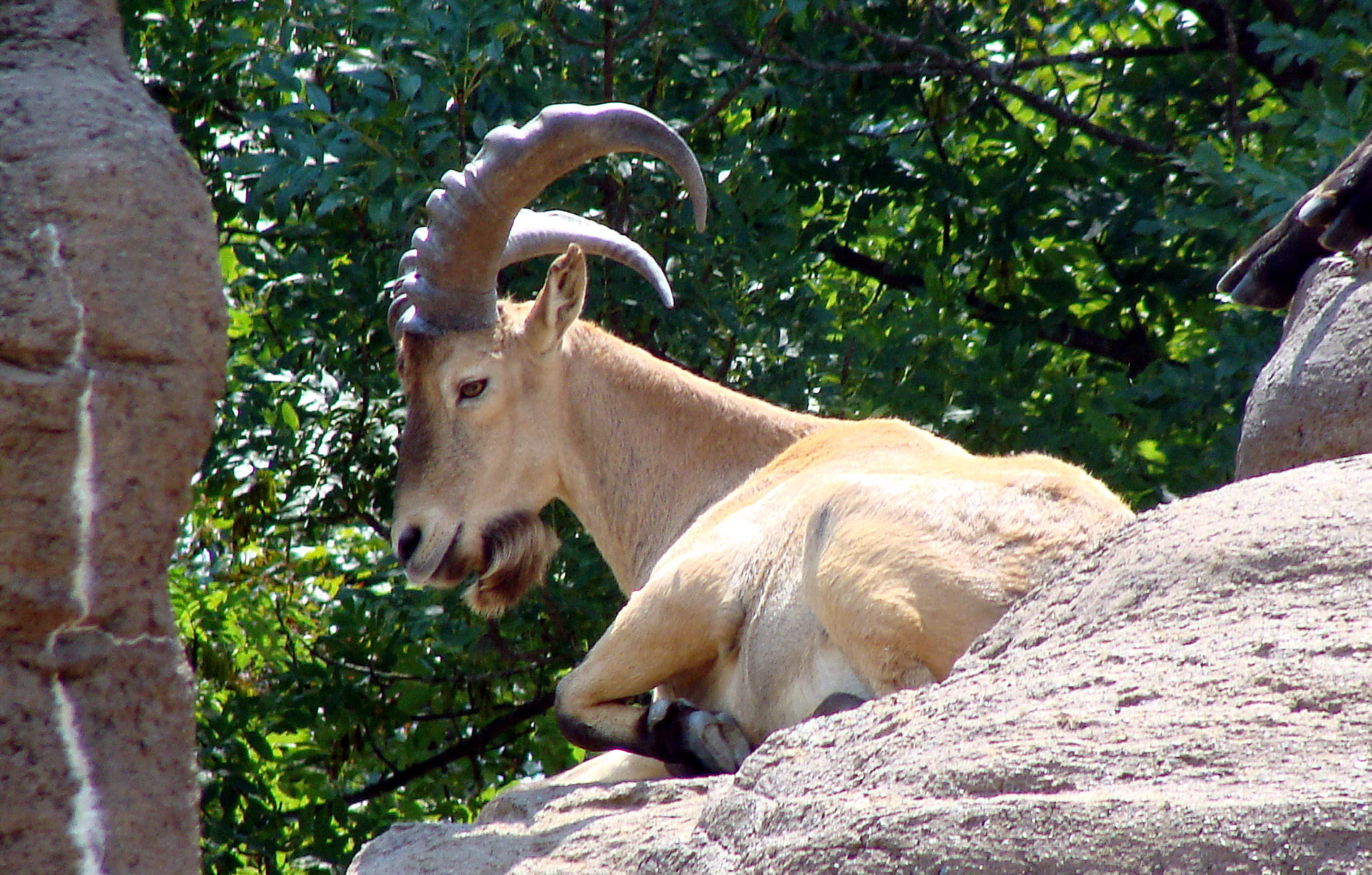
Capra del Caucaso occidentale (Capra cylindricornis)
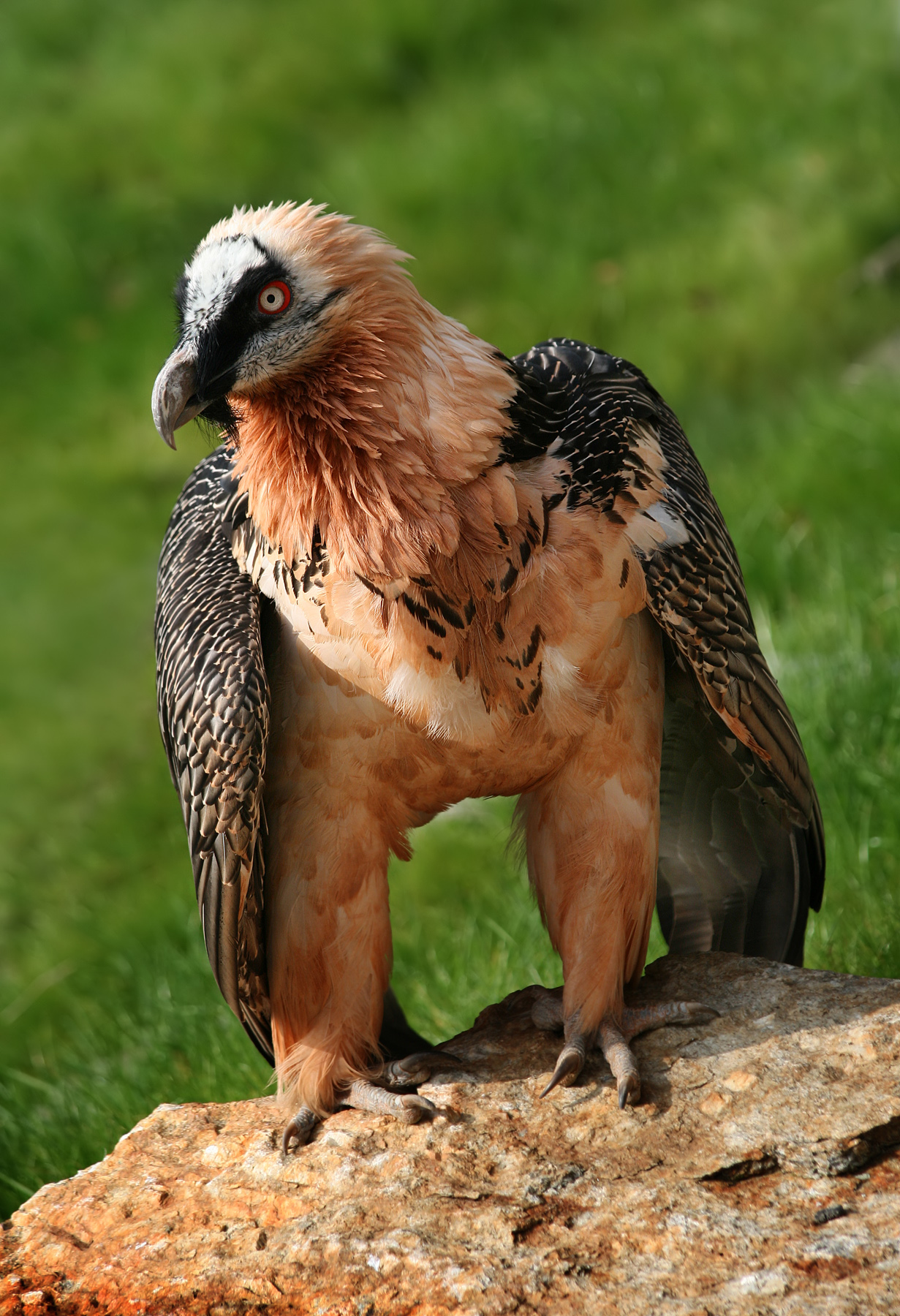
Gipeto (Gypaetus barbatus)

L'intero parco nazionale di Alania è stato designato come Important Bird and Biodiversity Area (IBA) da Birdlife International, data la presenza di specie vulnerabili quali il gipeto e il fagiano di monte del Caucaso. Nel parco vivono 116 specie di uccelli, di cui 42 che si riproducono qui.
L'unica specie di pesce che vive nei torrenti di Alania è il salmerino di fontana. Dei cinque rettili presenti nel parco, degna di nota è la vipera delle steppe. Tra i funghi ricordiamo il Boletus satanas (il «porcino malefico»).

## Storia

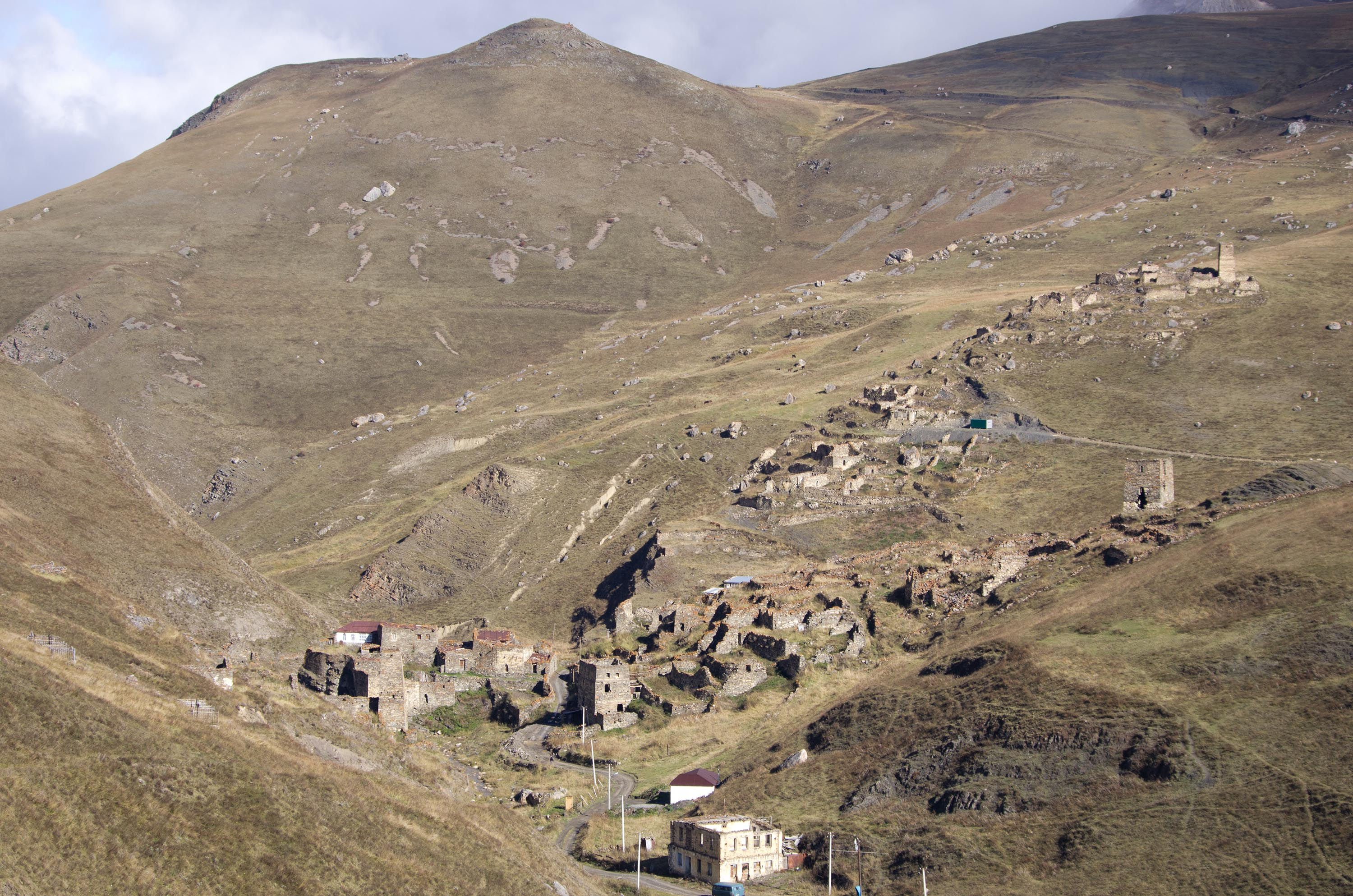
I resti archeologici del villaggio di Galiat, a nord-est dei confini nel parco.

L'area attualmente occupata dal parco nazionale di Alania è stata abitata per migliaia di anni. Territorio fertile situato lungo un'importante rotta commerciale attraverso il Caucaso, è stata la dimora di vari popoli che si sono succeduti lasciando resti archeologici a testimoniare la loro presenza. La cultura di Koban, dell'età del bronzo, abitò la regione dal 1100 a.C. circa al 400 a.C., quando si ritiene che sia stata spazzata via dagli Sciti. Gli abili artigiani di questa popolazione lavoravano i metalli, di cui quest'area montuosa è particolarmente ricca. I Koban svilupparono anche un'agricoltura su terrazze, dando inizio così al processo di erosione del suolo che ha portato alla sterilità gran parte dei terreni precedentemente messi a coltura.
Nei primi anni del primo millennio, nell'area si insediò il popolo degli Alani. Questa bellicosa tribù nomade che parlava una lingua iranica aveva percorso in lungo e in largo tutta l'Europa prima di stabilirsi definitivamente nel Caucaso settentrionale attorno al 700 d.C. Essi fondarono un potente regno nell'area che da loro prenderà il nome di Alania. Quando furono soppiantati militarmente dai Mongoli verso il 1300 d.C., si ritirarono sulle colline, rimanendo relativamente isolati per altri 500 anni. Gli Alani sono infatti gli antenati medievali degli attuali Osseti. Ancora oggi alcuni abitanti della regione occidentale dell'Ossezia Settentrionale (nota storicamente come Digoria) parlano il dialetto digoriano, una lingua che discende da quella degli antichi Alani.
Nel corso degli ultimi 200 anni, la regione montuosa del rajon di Iraf andò incontro a spopolamento a seguito dell'emigrazione della popolazione. Per quanto riguarda il parco, l'attuale unità amministrativa è stata preceduta da una riserva forestale protetta istituita nel 1958. Il parco nazionale è stato creato nel 1998. Oggi, il parco gode della protezione da parte del Ministero della Protezione delle foreste, ed è sorvegliato a tempo pieno da pattuglie in auto, a cavallo e a piedi che tendono a far rispettare i regolamenti ambientali.

## Turismo
Per tutti i tipi di visitatori, i permessi vengono rilasciati nella città di Chikola, con indennità per vetture e animali da compagnia. I permessi devono essere ritirati da uno degli uffici di frontiera (consultare il sito del parco per maggiori dettagli); tuttavia, potrebbero essere necessari da 1 a 30 giorni per poter avere il permesso.
Il trasporto verso il parco avviene generalmente in treno o in aereo fino a Vladikavkaz, poi tramite autobus o taxi fino a Chikola. Vi sono alberghi a Dzinaga e Rostelmaš, e un hotel all'interno del parco. Vi sono anche degli alloggi presso il campo di arrampicata «Coma-Art».
Il parco è ben conosciuto per le scalate in montagna. Le due cime più elevate sono lo Uilpata (4649 m) e il Laboda (4313,7 m).

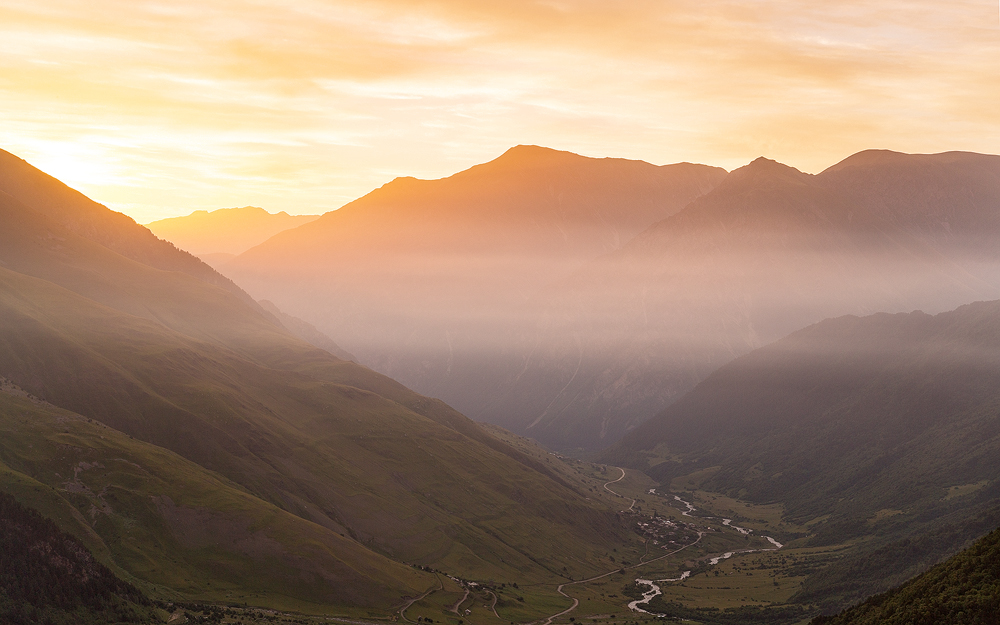
Il villaggio di Stur-Digora, valle dell'alto Uruch.